# Pinknruby
Pinknruby est un groupe comprenant la chanteuse slovène Mihaela Repina et le guitariste anglais Paul Bradbury.

## Historique
Formé en 1998 il sort d'abord quelques titres sous influence drum’n’bass et garage. 
En 2002, le duo opère un changement de cap radical par un retour à la simplicité acoustique d'un folk mélodique qui puise son inspiration de musiques méditerranéennes et d’Europe de l’Est.

## Discographie
- 2003, Vast Astonishmen, Prikosnovénie
- 2005, Garden, Prikosnovénie